# Brandenbourg
Pour les articles homonymes, voir Brandenbourg.
Brandenbourg (luxembourgeois : Branebuerg, allemand : Brandenburg) est une section de la commune luxembourgeoise de Tandel située dans le canton de Vianden.
Brandenbourg est situé dans la vallée de la Blees. C'est un petit village touristique avec un château et un musée.
Le château fut partiellement démoli par le maréchal de Boufflers sous Louis XIV.